# Lehký kulomet vz. 26
Lehký kulomet vz. 26 je vzduchem chlazený kulomet vyvinutý roku 1924 konstruktérem Václavem Holkem (1886–1954) v dílnách Čsl. zbrojovky, akc. spol., pod označením Praga vz. 24. Ve své době ovlivnil konstrukci kulometů na celém světě. Byl přímým předchůdcem britského kulometu Bren.

## Vývoj
Se vznikem Československa v roce 1918 se uprostřed Evropy objevil průmyslový stát, ve kterém se kromě jiných odvětví těžkého průmyslu rozvíjela i zbrojní výroba. Počátkem 20. let byla v Brně založena společnost nesoucí název Československá zbrojovka. Jejím programem byla konstrukce a výroba všech druhů ručních palných zbraní. Jedním z jejich raných výtvorů byl lehký kulomet ZB vzor 24 se schránkovým zásobníkem. Ten dospěl pouze do stádia prototypu. Poté společnost představila lehký kulomet ZB vzor 26, který z projektu kulometu vz. 24 převzal některá technická řešení. ZB vz. 26 se okamžitě po svém uvedení na trh stal velmi úspěšnou zbraní a zůstal nejinspirativnějším zástupcem svého druhu až do současnosti.

## Konstrukce

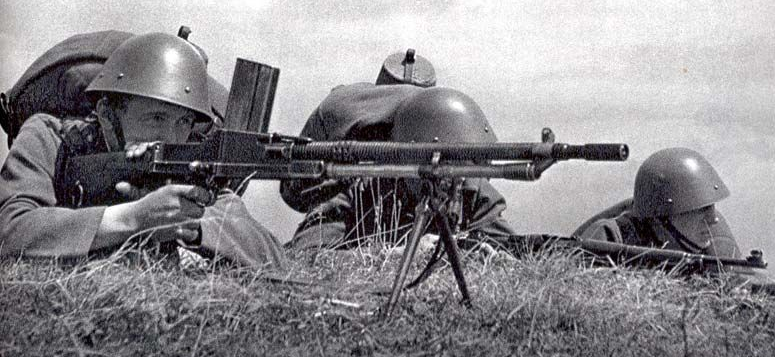
Čs. vojáci s kulometem vz. 26

ZB vz. 26 fungoval na principu odběru prachových plynů, které jsou odebírány na ústí hlavně. Pod hlavní měl dlouhý plynový píst, proti kterému se seřiditelným kanálkem, umístěným přibližně v polovině délky hlavně, odváděly prachové plyny. Tlakem plynů se píst zatlačil dozadu. přitom se odemkl závěr, sestávající z výklopného závorníku a nosiče závorníku v prodloužení pístu. Píst zároveň tvořil základní prvek uzamykacího a bicího mechanismu. Zbraň střílí z otevřeného závěru a je vybavena střeleckou pohotovostí. Střelivo se do nábojové komory zasouvalo z segmentového zásobníku, nasazovaného z horní strany zbraně.
Při konstruování se kladl důraz na snadnou rozebíratelnost, nenáročnou údržbu a jednoduché ovládání při střelbě. Hlaveň byla chlazená vzduchem pomocí žeber po celé své délce a u ústí měla děrovaný tlumič plamene. Při používání zbraně se ukázalo, že žebrovaní na povrchu hlavně příliš nefunguje a v některých případech dokonce zbraň zahřívá (prokázáno v opevnění). Z tohoto důvodu bylo u dalších verzí od žebrování upouštěno. Hlaveň odolávala až 200 ranám nepřetržité střelby, celkově dokázala vydržet až 15 000 ran. Pokud se přehřála, dala se snadno a rychle vyměnit. V boji ho dokázal přenášet a ovládat jeden muž. Při střelbě se kulomet opíral o skládací dvojnožku, která usnadňovala míření a střelbu.

## Kulomet ZB 30
Československá armáda kulomet vz. 26 hned zařadila do své výzbroje. Brzy se stal úspěšným vývozním obchodním artiklem. Vyvážel se do řady států (Čína, Španělsko, Jugoslávie, státy Jižní Ameriky a mnoho dalších zemí). Nástupcem se stal mírně vylepšený typ, lehký kulomet ZB 30 (často mylně uváděný jako vz. 30, nebyl však československou armádou zaveden do výzbroje). Koncepce obou zbraní byla identická, ZB 30 se od svého předchůdce lišil především způsobem výroby a provedením některých součástí vnitřního mechanismu. Stejně jako vz. 26 byl i ZB 30 vývozně úspěšný a mnoho kusů odebraly Írán, Rumunsko nebo Turecko. Na začátku druhé světové války patřily kulomety vz. 26 a ZB 30 k nejrozšířenějším zbraním svého druhu na světě. Celkem bylo v Československu vyrobeno 145 000 kusů.

## Druhá světová válka

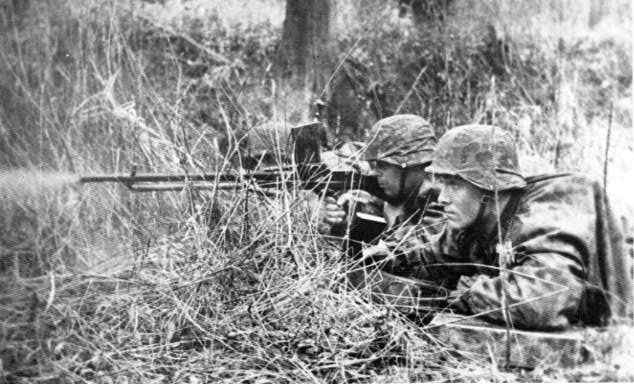
Příslušníci Waffen SS při střelbě
z kulometu vz. 26

V září 1938 měla československá armáda k dispozici 34 550 kulometů vz. 26 a ZB 30. Byly nejrozšířenější automatickou zbraní armády, sloužily jak u pěchoty, tak i ve vozidlech a opevnění jako hlavní i pomocné zbraně. Avšak obrany země, pro kterou byly na konci 30. let vyráběny, se nedočkaly.
Dobývání Evropy zahájilo nacistické Německo obsazením Československa. Kulomety se nadále vyráběly v brněnské zbrojovce, aby mohly uspokojit poptávku po zbraních ze strany Wehrmachtu. Sloužily však po celém světě a staly se  standardní zbraní jak německé vojenské policie (německy Feldgendarmerie), tak té civilní.[zdroj⁠?!]

## Varianty

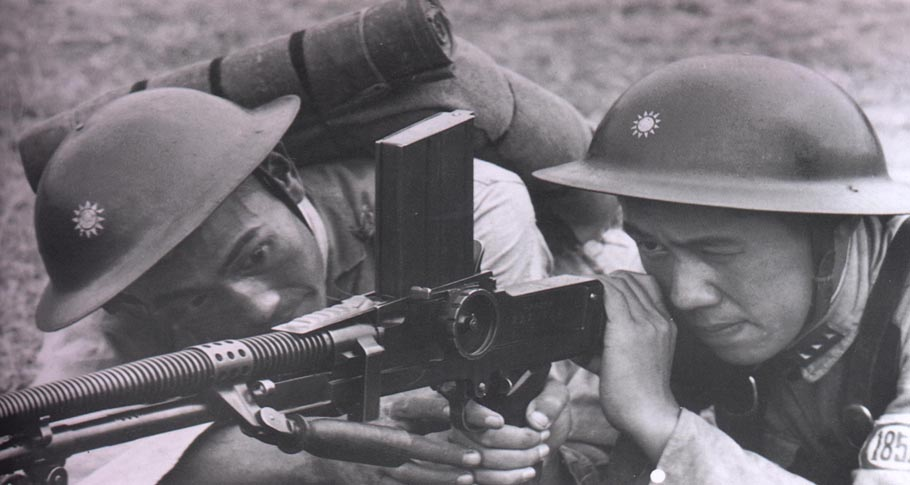
Čínští nacionalističtí vojáci ze 185. divize Národní revoluční armády, ozbrojených sil Kuomintangu generalissima Čankajška s kulometem vz. 26

- ZB vz. 24: prototyp
- ZB vz. 26: klasická varianta
- ZB  27: vzorová varianta kulometu BREN
- ZB  30: vylepšená varianta
- ZGB 30: exportní varianta pro Velkou Británii
- ZGB 33: varianta prakticky totožná s kulometem BREN, přímo upravená na britskou ráži 0.303 palce.
- ZB 39: obchodní varianta kulometu BREN, s drobnými úpravami

Další názvy nesly označení podle toho, v jaké armádě sloužily. Například německá armáda je zařadila do výzbroje jako MG-26(t) a MG-30(t). Zkratka t – německy tschechoslovakische (československý) – z důvodu označení země původu.
Přestože měl kulomet vz. 26 spoustu variant, mnoho zbraní bylo ovlivněno jeho konstrukcí:
- Kulomet Typ 96: jeho japonská varianta. Byla používána jednotkami pěchoty a umožňovala nasazení bajonetu.
- Kulomet Typ 97: opět japonská varianta. Na rozdíl od šestadevadesátky nebyla používána u pěchoty, ale u tankových jednotek jako doplňková zbraň.
- StG 44: německá útočná puška
- F.A.O.: španělská licenční varianta vyráběná pod označením Fusil Automático Oviedo

## Uživatelé
Seznam států používajících kulomety ZB vz. 26 a ZB 30:
- Československo (do 60. let 20. století)
- Třetí říše
- Rumunsko
- Slovenská republika (do 1945)
- Maďarsko
- Bulharsko
- Bolívie
- Brazílie
- Argentina
- Guatemala
- Nikaragua
- Ekvádor
- Uruguay
- Venezuela
- Chile
- Peru
- Čínská republika
- Japonské císařství
- Čínská lidová republika
- Čínská republika (Wang Ťing-wej)
- Severní Korea
- Jižní Korea
- Severní Vietnam
- Irák
- Írán
- Izrael
- Egypt
- Turecko
- Afghánistán
- Habeš
- Litva
- Lotyšsko
- Jugoslávie
- Malajsie
- Švédsko
- Finsko
- Velká Británie
- Sovětský svaz (partyzáni)
- Mandžukuo
- Indonésie